# Угандийско-югославские отношения
Угандийско-югославские отношения — были исторические внешние отношения между Угандой и ныне расколотой Югославией. Официальные дипломатические отношения между двумя странами были установлены в 1963. Обе страны были членами Движения неприсоединения и развивали свои отношения в рамках сотрудничества стран третьего мира времен Холодной войны. Первый официальный государственный визит между Угандой и Югославией состоялся в 1965, когда премьер-министр Уганды Милтон Оботе посетил Югославию. Президент Югославии Иосип Броз Тито ответил на государственный визит, посетив Уганду 20 февраля 1970. Президент Уганды Иди Амин посетил Югославию в период с 20 по 22 апреля 1976.
На встрече со спикером сербского парламента Майей Гойкович в феврале 2019 президент Уганды Йовери Мусевени заявил, что, хотя его страна стремится к сотрудничеству, он в то же время «очень сожалеет о том, что произошло в бывшей Югославии», имея в виду процесс распада во время югославских войн.

## История

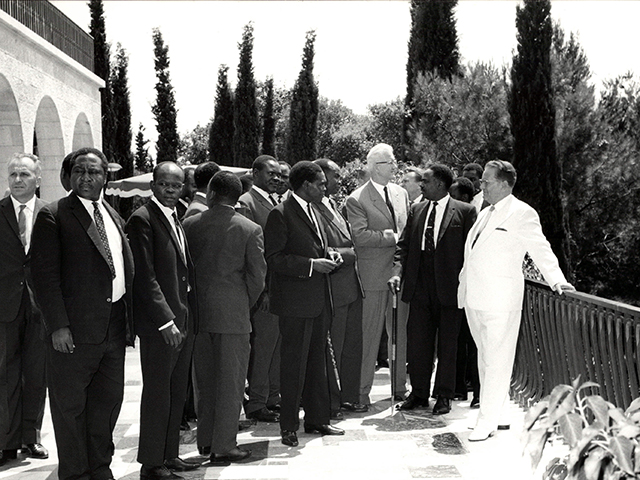
Премьер-министр Уганды Милтон Оботе на приёме у президента Югославии Иосипа Броз Тито на островах Бриони (СР Хорватия) 9 июля 1965

Югославские организации поддерживали тесные связи с освободительным движением Уганды до обретения независимости Протекторатом Уганда. Сначала были установлены отношения с Национальным конгрессом Уганды (НКУ), а затем с Народным конгрессом Уганды (НКУ).
После обретения независимости обе страны развили экономическое и культурное сотрудничество. Ярким примером югославского строительства в Уганде является новое здание главного терминала в международном аэропорту Энтеббе 1970-х годов и Международный конференц-центр в отеле Serena в Кампале.